# Reversible Wasserstoffelektrode
Eine Reversible Wasserstoffelektrode (engl. reversible hydrogen electrode, kurz RHE) stellt eine spezielle Elektrode bei elektrochemischen Prozessen dar. Sie ist eine Referenzelektrode vom Typ der Wasserstoffelektroden und unterscheidet sich von den Standard-Wasserstoffelektroden dadurch, dass sich das gemessene Potential nicht mit dem pH-Wert ändert, sodass sie direkt in den Elektrolyten eingesetzt werden kann.
Die Bezeichnung bezieht sich darauf, dass die Elektrode sich im eigentlichen Messelektrolyten befindet, sie ist nicht durch eine Salzbrücke getrennt. Die Wasserstoffionenkonzentration ist daher nicht 1, sondern entspricht der des Messelektrolyten; auf diese Weise kann man erreichen, dass sich das gemessene Potential nicht mit dem pH-Wert ändert.
Bei 25 °C stellt sich das Potential der RHE also nach dem pH-Wert ein zu:
{\displaystyle E_{\mathrm {RHE} }=0~\mathrm {V} -0{,}059~\mathrm {V} \cdot {\text{pH}}}
mit der Einheit Volt (V).
Allgemein läuft an Wasserstoffelektroden folgende Reaktion ab:
{\displaystyle 2\;\mathrm {H_{3}O^{+}} \;+\;2\;\mathrm {e^{-}} \quad \rightleftarrows \quad \mathrm {H_{2}} \;+\;2\;\mathrm {H_{2}O} }
mit
- Oxoniumionen {\displaystyle \mathrm {H_{3}O^{+}} }
- Elektronen {\displaystyle \mathrm {e^{-}} }
- Wasserstoff {\displaystyle \mathrm {H_{2}} }
- Wasser {\displaystyle \mathrm {H_{2}O} }.

Allgemein gilt für Wasserstoffelektroden gemäß der Nernstschen Gleichung folgende Abhängigkeit des Gleichgewichtspotentials {\displaystyle E} vom Wasserstoffdruck {\displaystyle p\mathrm {[H_{2}]} } und von der Aktivität {\displaystyle a\mathrm {[H_{3}O^{+}]} } der Oxoniumionen:
{\displaystyle E=E^{0}+{\frac {R\;T}{F}}\left(\ln \left(a[\mathrm {H_{3}O^{+}} ]\right)-{\frac {1}{2}}\ln \left(\;p[\mathrm {H_{2}} ]\right)\right)}
Dabei ist
- dem Standardpotential {\displaystyle E^{0}} (per Definition gleich null)
- der Universellen Gaskonstante {\displaystyle R}
- der absoluten Temperatur {\displaystyle T}
- der Faraday-Konstante {\displaystyle F}
- dem natürlichen Logarithmus {\displaystyle \ln }.

Siehe auch Elektrodensteilheit.
Bei der Elektrolyse von Wasser treten noch Überspannungen auf, d. h. die benötigte Zellspannung ist aufgrund kinetischer Hemmung höher als die Gleichgewichtsspannung. Die Überspannung steigt mit zunehmender Stromdichte an den Elektroden. Die Messung von Gleichgewichtspotenzialen erfolgt daher möglichst stromlos.

## Aufbau und Funktion
Die Reversible Wasserstoffelektrode besitzt einige Vorteile gegenüber anderen Referenzelektroden:
- Es gibt keine Kontamination durch Cl− oder SO42−-Ionen, wie bei der Silber-Silberchlorid-Elektrode möglich.
- Es treten keine Diffusionspotentiale an einer Salzbrücke auf.
- Langzeitmessungen sind möglich, weil die Salzbrücke nicht ständig befüllt werden muss.
- Der Temperaturbereich ist sehr ausgedehnt (−20 °C bis +200 °C), weil die siedende Flüssigkeit der Salzbrücke fehlt.
- Die Elektrode kann eine interne Wasserstoffversorgung für max. ein Jahr Betriebszeit enthalten,
- Eine poröse Platin/Palladium-Elektrode ist wesentlich stabiler gegen Verunreinigungen als ein oberflächlich platiniertes Blech.

## Bedeutung und Handhabung

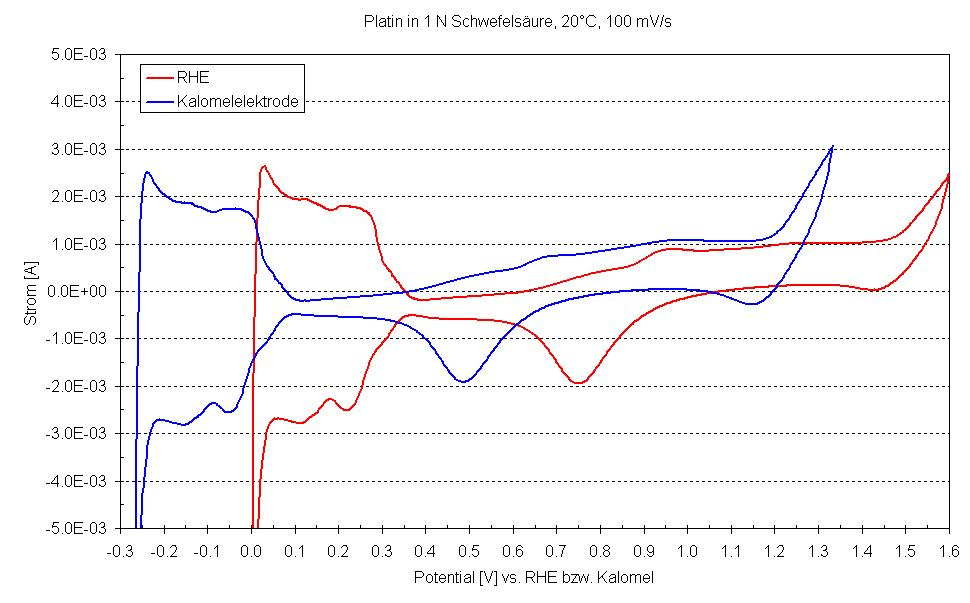

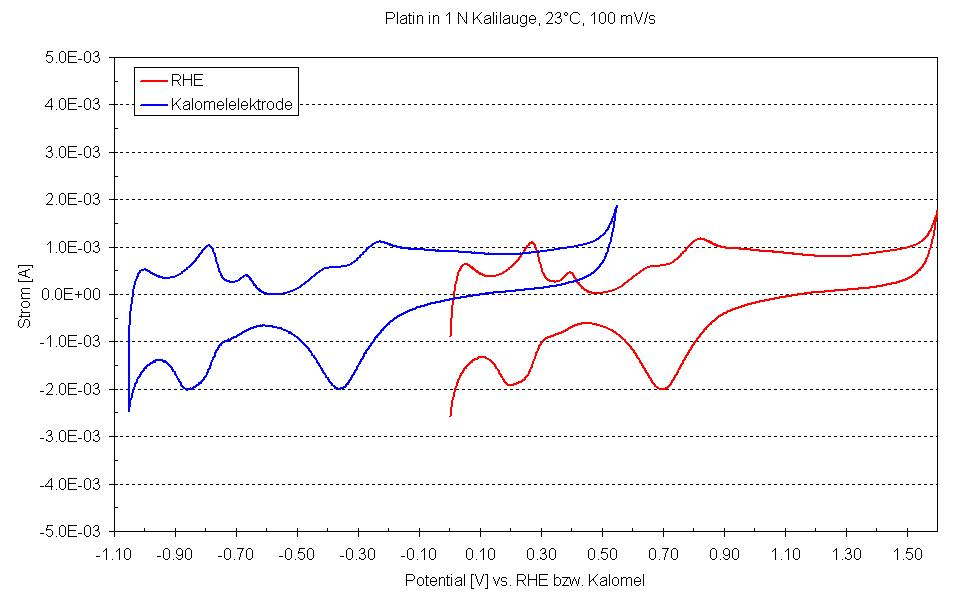

Die Reversible Wasserstoffelektrode hat sich zwischenzeitlich bei der Messung in stark sauren oder alkalischen Medien etabliert. Hier hat diese Elektrode das System Quecksilber/Quecksilber(II)-oxid ersetzt, aufgrund der Giftigkeit des Quecksilbers, und weil die üblichen Glaskörper der Referenzelektroden von den konzentrierten Laugen angegriffen werden.
In den Abbildungen zeigt sich, wie die Kennlinie – hier ein Deckschichtdiagramm an Platin – sich in der Potentiallage verschieben, wenn die Messung mit einer reversiblen Wasserstoff-Referenzelektrode oder der bekannteren Kalomelelektrode durchgeführt wird.
In der Schwefelsäure bei pH 0 kann man erkennen, dass der Unterschied zwischen Kalomel- und Wasserstoffelektrode ca. 250 mV entspricht. Jedoch sind die Darstellungen gegen das reversible Wasserstoffpotential anschaulicher. Man kann die Wasserstoffentwicklung zuordnen, aber auch die Belegung der unterschiedlichen Platinoberflächen.